# Ialînivka, Letîciv
Ialînivka (în ucraineană Ялинівка) este localitatea de reședință a comunei Ialînivka din raionul Letîciv, regiunea Hmelnîțkîi, Ucraina.

## Demografie
Componența lingvistică a localității Ialînivka
     Ucraineană (98,92%)
     Rusă (1,08%)
Conform recensământului din 2001, majoritatea populației localității Ialînivka era vorbitoare de ucraineană (98,92%), existând în minoritate și vorbitori de rusă (1,08%).